# سوپ بامیه

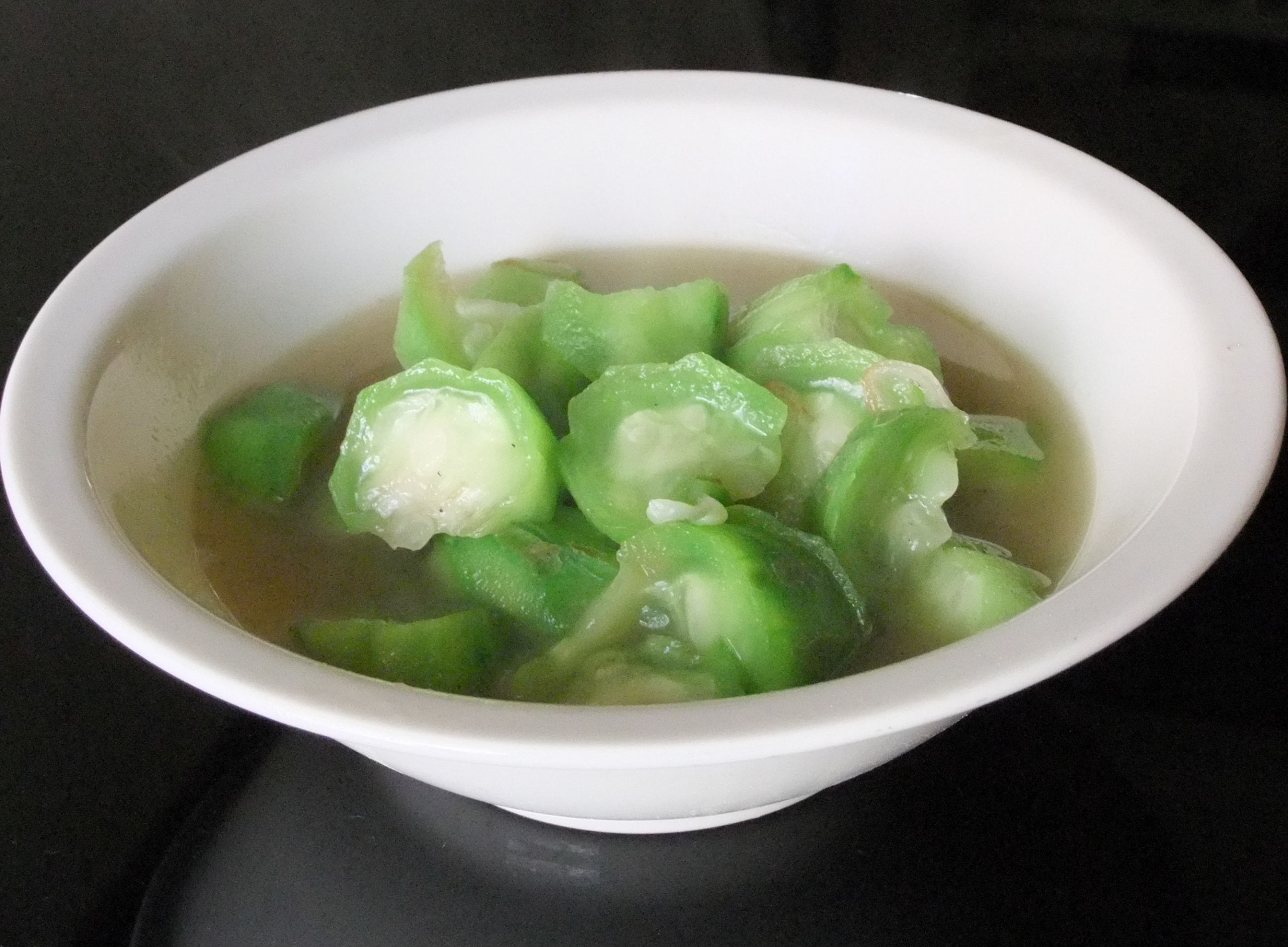
سوپ بامیه (اندونزیایی) در آبگوشت شفاف

سوپ بامیه با استفاده از غلاف دانه سبز خوراکی گیاه گلدار بامیه به عنوان ماده اولیه تهیه می‌شود. به رنگ سبز است. بامیه هنگام مالش با انگشتان احساس لیز می‌کند. از غلاف دانه سبز خوراکی می‌توان در خورش و سوپ نیز استفاده کرد.

## نیجریه
در نیجریه سوپ بامیه یک غذای لذیذ است، نام گیاه از زبان ایگبو گرفته شده‌است. در زبان یوروبا به آن obe lla می‌گویند.

## چین
سوپ بامیه چینی «غذایی به سبک روستایی است که اغلب در وعده‌های غذایی خانواده سرو می‌شود».

## اندونزی
در غذاهای اندونزیایی، سوپ بامیه ساور اویونگ نامیده می‌شود که معمولاً در آب مرغ شفاف همراه با ورمیشل برنج (بیهون) یا ورمیشل ماش (سوهون)، با تکه‌های باکسو (سوریمی چرخ‌کرده گاو) سرو می‌شود.

## ژاپن
در غذاهای ژاپنی، بامیه و nagaimo معمولاً به عنوان افزودنی یا تغییری در سوپ میسو خمیر سویا استفاده می‌شود.

## ایالات متحده
در ایالات متحده، اولین دستور پخت سوپ بامیه در سال ۱۸۲۴ در کتاب خانه‌دار ویرجینیا منتشر شد. پس از انتشار اولیه، سوپ بامیه معمولاً در کتاب‌های آشپزی آمریکایی گنجانده شد. در اواخر دهه ۱۸۰۰، دستور العمل‌های سوپ بامیه معمولاً در نیویورک تایمز منتشر می‌شد. در ایالات متحده، سوپ بامیه با استفاده از کنسرو بامیه تهیه شده‌است. این یک سوپ سنتی در ساوانا، جورجیا و چارلستون، کارولینای جنوبی است.

## آماده‌سازی
بامیه‌ها را به شکل‌های دلخواه خرد کنید و کنار بگذارید. روی حرارت متوسط، مقدار کمی آب داخل قابلمه بریزید، ماهی، گوشت، پونمو، خرچنگ فلفل، نمک، مکعب‌های ادویه، (پارکیا)، پتاس و اجازه دهید به مدت ۱۰ تا ۱۵ دقیقه بجوشد. بامیه‌های خرد شده را داخل قابلمه بریزید و هم بزنید و اجازه دهید ۵/۱۰ دقیقه بجوشد. مقدار کمی روغن پالم و بخار را برای چند دقیقه اضافه کنید.

## آلبوم عکس

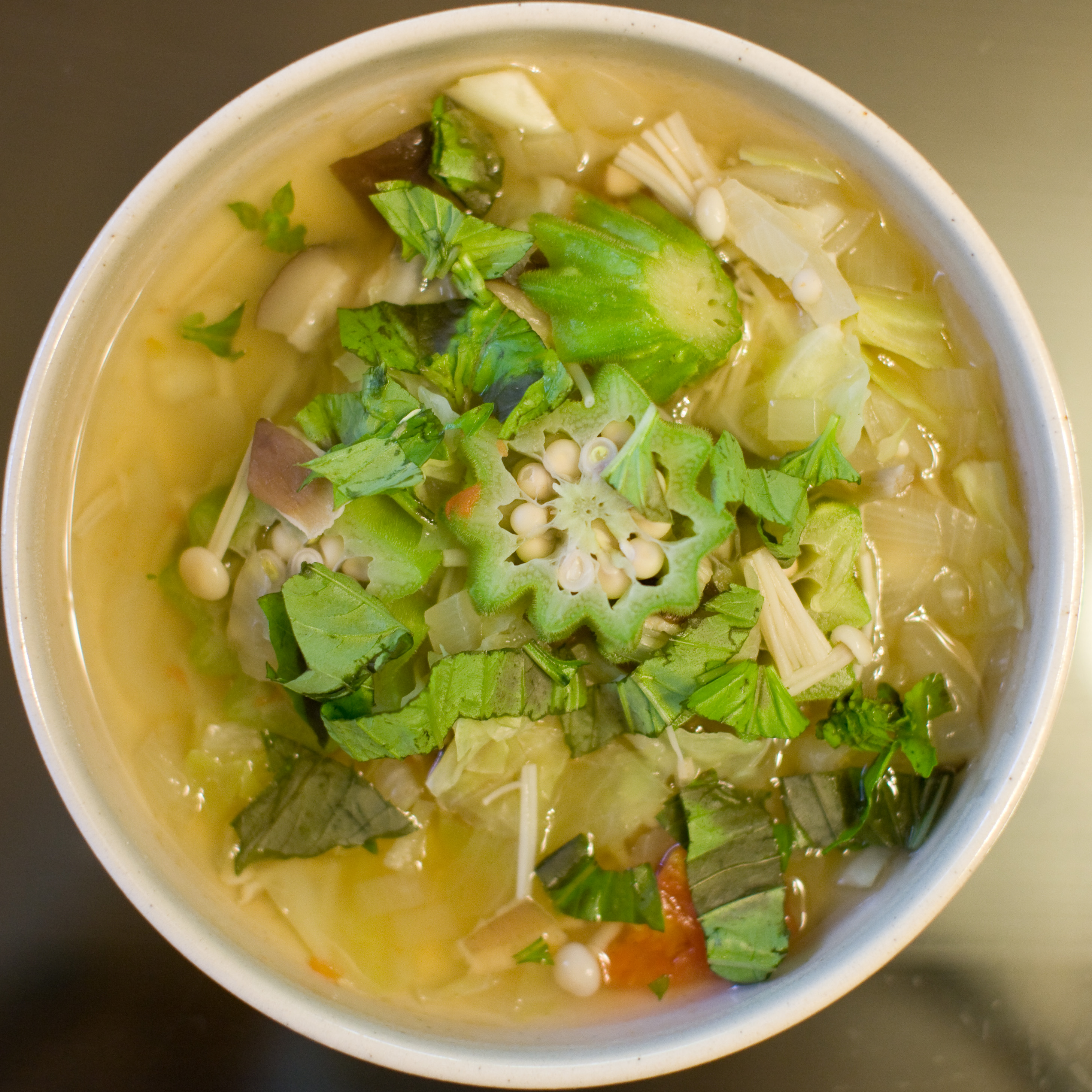
بامیه - سوپ
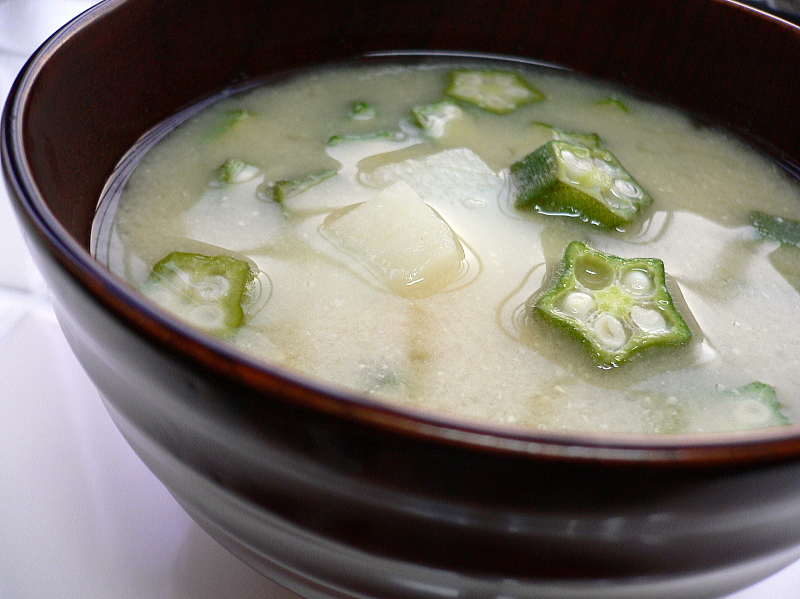
سوپ میسو با بامیه و ناگایمو
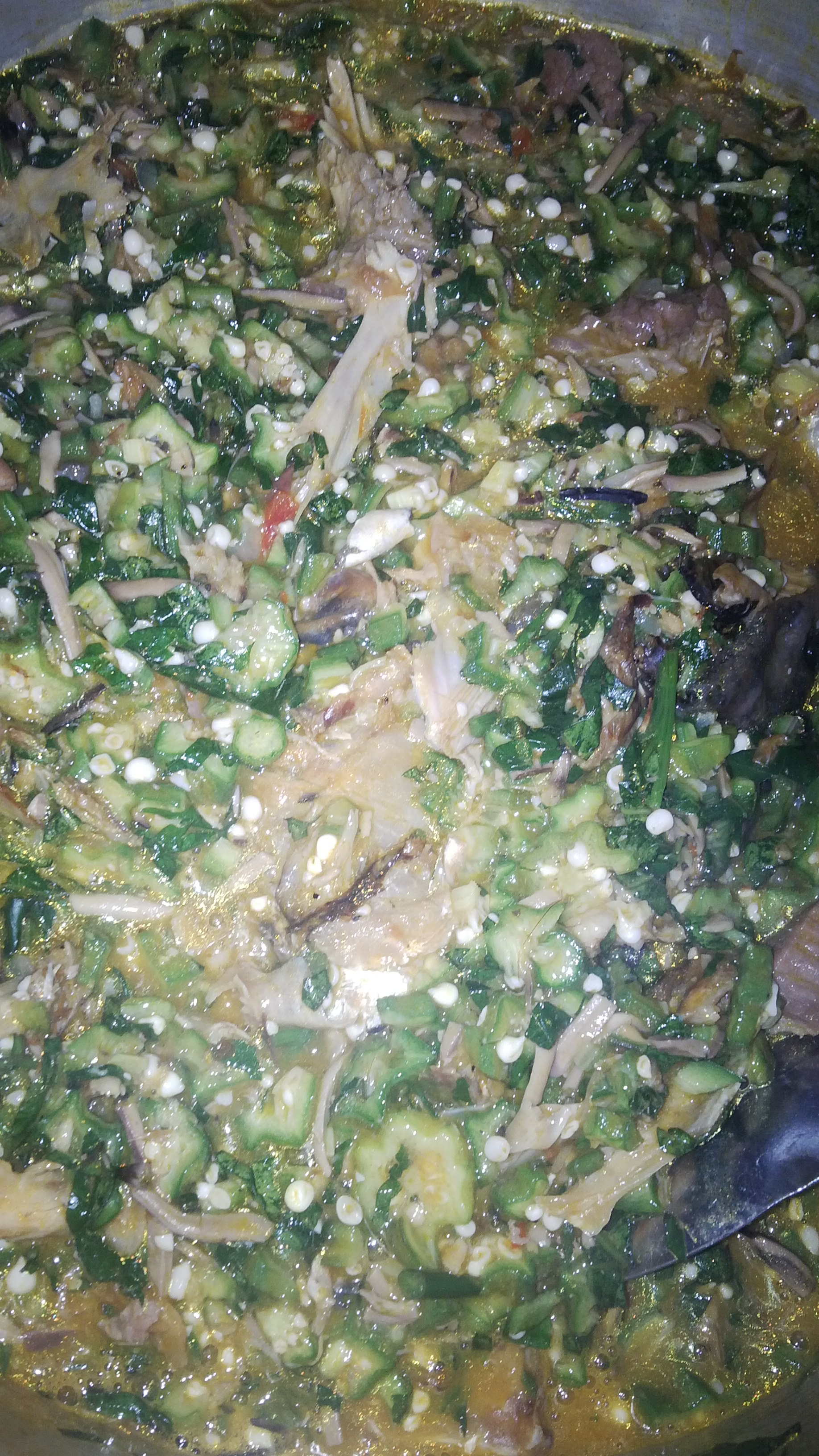
سوپ بامیه نیجریه ای آراگا
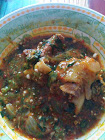
سوپ بامیه

## بیشتر خواندن
- Good Housekeeping. 1889. p. 183.– Poor-Man's Okra Soup
- Fowler, D.L.; Carrington, J.R. (2008). The Savannah Cookbook. Gibbs Smith, Publisher. p. 60. ISBN 978-1-4236-0224-8.
- Nzeadibe, R.E. (2009). The 2nd Migration. Xlibris Corporation. p. 55. ISBN 978-1-4653-2783-3.